# Pingshan Open
EL Pingshan Open es un torneo profesional de tenis. Pertenece al ATP Challenger Series y ITF. Se juega desde el año 2014 para los hombres y 2015 para las mujeres sobre pistas duras, en Shenzhen, China.

## Palmarés

### Individuales masculino
| Año  | Campeón       | Finalista   | Resultado |
| ---- | ------------- | ----------- | --------- |
| 2014 | Gilles Müller | André Ghem  | 7–5, 6–4  |
| 2015 | Blaž Kavčič   | Lukáš Lacko | 7–64, 6–3 |
| 2016 | Dudi Sela     | Wu Di       | 6–4, 6–3  |
| 2017 | Yūichi Sugita | Blaž Kavčič | 7–66, 6–4 |

### Dobles masculino
| Año  | Campeones                             | Finalistas                           | Resultado         |
| ---- | ------------------------------------- | ------------------------------------ | ----------------- |
| 2014 | Samuel Groth Chris Guccione           | Dominik Meffert Tim Puetz            | 6-3, 7-65         |
| 2015 | Gero Kretschmer Alexander Satschko    | Saketh Myneni Divij Sharan           | 6–1, 3–6, [10–2]  |
| 2016 | Luke Saville Jordan Thompson          | Saketh Myneni Jeevan Nedunchezhiyan  | 3–6, 6–4, [12–10] |
| 2017 | Sanchai Ratiwatana Sonchat Ratiwatana | Hsieh Cheng-peng Christopher Rungkat | 6–2, 6–75, [10–6] |

### Individuales femenino
| Año                    | Campeona              | Finalista       | Resultado |
| ---------------------- | --------------------- | --------------- | --------- |
| ↓ Torneos de $25,000 ↓ |                       |                 |           |
| 2015                   | Hsieh Su-wei          | Yang Zhaoxuan   | 6–2, 6–2  |
| ↓ Torneos de $50,000 ↓ |                       |                 |           |
| 2016                   | Wang Qiang            | Mayo Hibi       | 6–2, 6–0  |
| ↓ Torneos de $60,000 ↓ |                       |                 |           |
| 2017                   | Ekaterina Alexandrova | Aryna Sabalenka | 6–2, 7–5  |

### Dobles masculino
| Año                    | Campeonas                          | Finalistas                  | Resultado     |
| ---------------------- | ---------------------------------- | --------------------------- | ------------- |
| ↓ Torneos de $25,000 ↓ |                                    |                             |               |
| 2015                   | Noppawan Lertcheewakarn Lu Jiajing | Han Na-lae Jang Su-jeong    | 6–4, 7–5      |
| ↓ Torneos de $50,000 ↓ |                                    |                             |               |
| 2016                   | Shuko Aoyama Makoto Ninomiya       | Liang Chen Wang Yafan       | 7–6(7–5), 6–4 |
| ↓ Torneos de $60,000 ↓ |                                    |                             |               |
| 2017                   | Lyudmyla Kichenok Nadiia Kichenok  | Eri Hozumi Valeria Savinykh | 6–4, 6–4      |